# Uniwersytet Kraju Basków

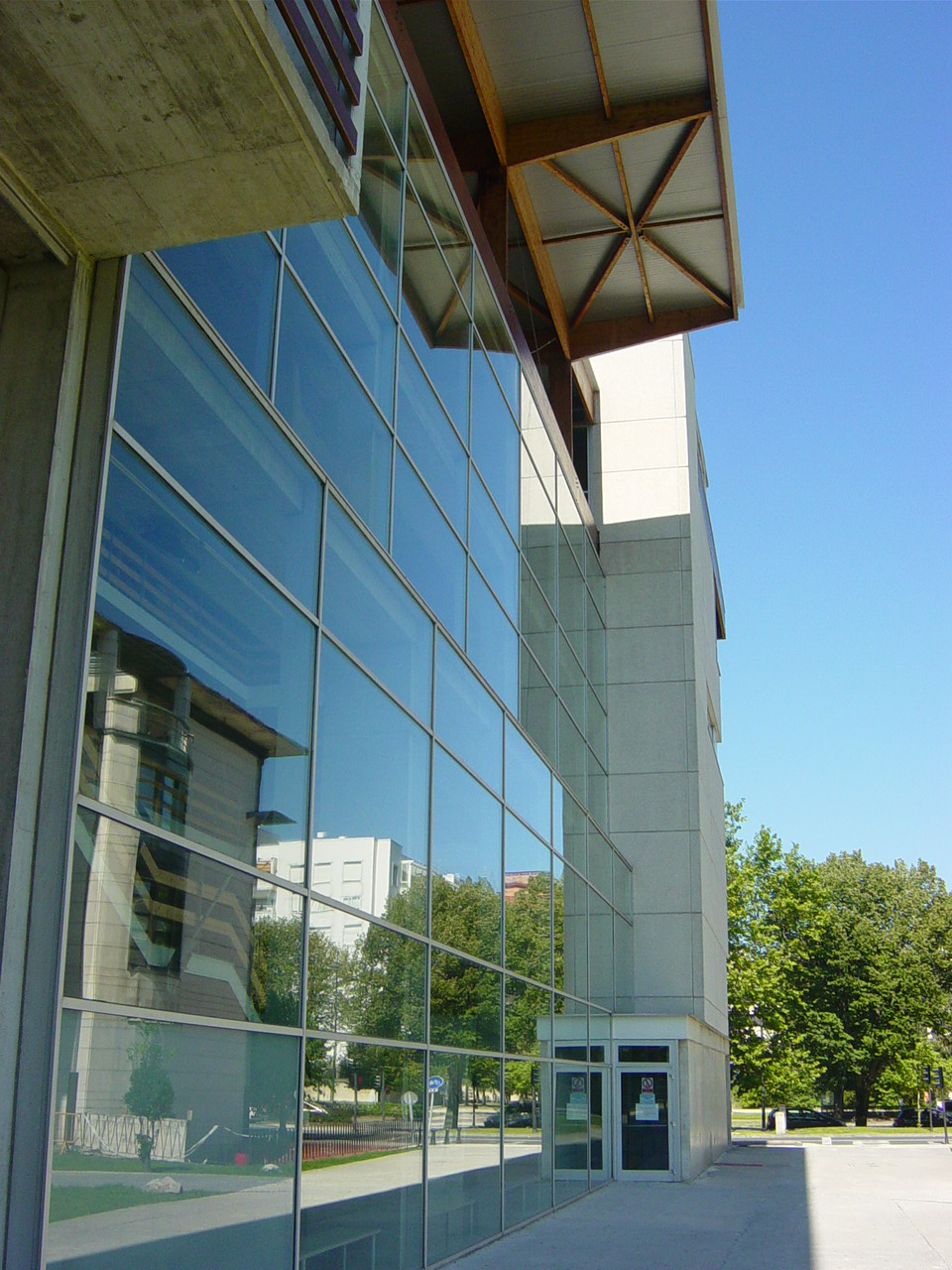
Aula główna Kampusu Guipúzcoa, filia w San Sebastián

Uniwersytet Kraju Basków (hiszp. Universidad del País Vasco, bask. Euskal Herriko Unibertsitatea) – publiczny uniwersytet wspólnoty autonomicznej Kraju Basków w północnej Hiszpanii. Kampus Główny uczelni znajduje się w Bilbao (Campus de Vizcaya), oprócz tego istnieją kampusy w Vitorii-Gasteiz (Campus de Álava) oraz w San Sebastián (Campus de Guipúzcoa).